# Sammy Kibet Rotich
Sammy Kibet Rotich (* 1980) ist ein kenianischer Marathonläufer.
2005 gewann er den Placentia Marathon und wurde Fünfter beim Košice-Marathon. Im Jahr darauf siegte er beim Enschede-Marathon mit seiner persönlichen Bestzeit von 2:12:05 h und beim Lausanne-Marathon, und 2007 wurde er Zweiter beim Ljubljana-Marathon.
2008 folgte einem weiteren Sieg beim Placentia Marathon ein vierter Platz in Košice. 2009 wurde er Sechster beim Sevilla-Marathon und Zweiter beim Casablanca-Marathon, 2010 Achter in Casablanca.